# 大東市立泉小学校
大東市立泉小学校（だいとうしりつ いずみしょうがっこう）は、大阪府大東市泉町にある公立小学校。

## 沿革
- 1972年（昭和47年）4月1日 - 大東市立住道北小学校から分離し開校。

## 通学区域
- 御供田1～5丁目、泉町1・2丁目、平野屋1・2丁目、南新田1・2丁目、中垣内7丁目[1]

※卒業後は基本的に大東市立住道中学校に進学する。